# 助川久蔵
助川久蔵 (すけがわ きゅうぞう、文化10年（1813年）2月15日 - 明治31年（1898年）7月20日)は、江戸時代後期から末期の水戸藩士。字は毎之、のちに徳類（のりよし）。姓は「介川」とも。幕末動乱期を天狗党の一派「本圀寺党」の一員として生きた。

## 来歴
常陸国那珂郡大賀村生まれ。助左衛門徳頭を祖父、杢衛門徳満を父、旧姓・鹿島美奈を母とする。若くして士分格となり、文政12年（1829年)10月、第8代水戸藩主・徳川斉脩が江戸で早世した際には、水戸への御通棺を16歳の徒士として警護した。
天保11年(1840年)、27歳時点で小十人目附、15石4人扶持。

## 天狗党の乱
元治元年(1864年)、水戸藩は大きく天狗党と諸生党の二派に分かれ、幕府や他藩を巻きこんでの内紛状態にあった。いわゆる「天狗党の乱」である。
水戸城にたてこもった諸生党・市川三左衛門らを鎮撫するため、8月4日、水戸へ向かった宍戸藩主・松平頼徳の駕籠脇を、久蔵は務めた。しかし道中、天狗党の一軍(大発勢)を同行させた頼徳の入城を、市川ら諸生党が拒絶。逆に発砲してきたため、頼徳軍は那珂湊まで退却した。だが、諸生党勢の追撃をうけて、これと衝突し、久蔵も数日間の戦闘を戦うことになる。その後は100名余での領内廻村を命じられ、各村の鎮撫にあたる中、諸生党の一団とたびたび遭遇して、戦闘を行った。

## 石名坂の合戦、金沢の合戦
そのころ、争いを避けたい松平頼徳は諸生党への対応に苦慮し、多賀郡助川城の城主・山野辺義芸に応援を求めていた。応ずるべきか否か、助川城内ではなかなか意見がまとまらなかったが、再三の要請を受けて、義芸は決起。8月23日、100余人を率いて水戸城へ向かった。これは市川三左衛門の元、水戸城で人質同然となっていた徳川斉昭夫人らを解放するためでもあった。ところが、市川ら諸生党は那珂川の渡しを押しつぶし、山野辺軍の入城も拒絶。山野辺家の家老・寒河江忠左衛門が説得を試みるも受け入れられず、逆に山野辺軍への攻撃が開始された。
この時、寒河江忠左衛門の長男・延之進が馬で駆けつけ、「寺門登一郎ら諸生党が助川城に迫りつつある」と急を告げたため、山野辺軍はやむを得ず反転。8月24日、石神外宿まで引き返してきたところで、頼徳軍に参加していた150人余と合流した。
帰路、諸生党との激しい合戦に勝利を収めた石名坂で、久蔵は山野辺義芸への拝謁を許され、金沢の合戦を経て、8月25日、助川城に辿りついた。

## 助川城脱出
ところが直後、山野辺義芸は幕府から逆賊と見なされてしまう。天狗党と行動を共にしていた頼徳軍と義芸が合流したこと、また、山野辺家がもともと水戸藩改革派の重鎮であったことを理由に、市川三左衛門が幕府の天狗党追討軍総督・田沼意尊と相図った結果だった。
差し向けられた二本松藩・磐城平藩・常陸松岡藩の追討軍に、諸生党の各隊、および動員された各村の人足をくわえた1000余名の大軍によって、8月28日、助川城は完全包囲される。久蔵は仲間とともに城を脱出(日時不明)。9月8日、久慈郡中染村に至り、敵と接戦するも、食糧は尽きて疲労困憊、みな散り散りになったところを捕縛され、牢に入れられた。
なお、助川城では9月6日、山野辺義芸と家来たちが他日を期して投降。寒河江忠左衛門以下わずか25名の有志が城に残って、籠城戦を3日間にわたり繰り広げたが、9月9日、ついに落城した。また、天狗党に同情的だった松平頼徳は、田沼意尊に責任を追及され、「賊魁」という汚名のもと、10月5日、切腹させられた。

## 本圀寺党の帰還
捕縛された大発勢の中には、陣屋預けや寺社預けになって生き延びた者が多い一方で、頼徳軍から投降した者には処刑された者、獄中死した者が少なくない。久蔵がなぜ許され、出牢できたかは不明だが、攘夷派の志士としてではなく、要人警護や暴徒鎮圧の名目で動く立場だったことが一因とも考えられる。入牢百日余にして、久蔵は帰村を申し渡され、以降潜伏。慶應元年(1865年)5月、京都へ赴き、本圀寺党に加わった(同様に、天狗党の西上から離脱して京都に潜伏、のち本圀寺党に加わった藩士に高橋多一郎の実弟・鮎沢伊太夫がいる)。
本圀寺党とは京都六条の本圀寺を宿所にし、当時12歳で御所守衛の任に就いていた徳川昭武の元、禁中を守衛していた水戸藩兵の一団である。とはいえ、天狗党派閥だったため、諸生党の支配下にある国許からは充分な金穀の仕送りが行われず、その生活は困窮を極めていた。
本圀寺党に対して、水戸の諸生党鎮圧の勅旨がくだったのは、王政復古が成った後の明治元年(1868年)2月。久蔵は300余名の本圀寺勢のひとりとして水戸へ戻り、諸生党を奥州白川まで追討した。同年10月には、水戸城奪還のため再来襲した諸生党と弘道館戦争を戦い、これに勝利。久蔵はその後、大賀村へ帰村し、以後は農業に務めて、明治31年(1898年)7月に没した。

## 婚姻・子孫
旧姓・諸澤みよとの間に三男一女を設けた。孫の助川 壽は明治39年(1906年)、茨城県巡査となったのを皮切りに、大正から昭和初期にかけて、大子分署長、松原の各署署長、土浦警察署長、水戸警察署長を歴任。なお不思議な縁というべきか、助川 壽の孫のひとりは生前、東京都内で開業医として働き、偶然、近所に居住していた山野辺義芸の後裔のかかりつけ医となっている。